# L'amour triomphe
Pour les articles homonymes, voir Falling in Love.
L'amour triomphe ou Un drame à Hollywood (titre original : Falling in Love) est un film britannique réalisé par Monty Banks, sorti en 1934.

## Fiche technique
- Titre original : Falling in Love
- Titre français : L'amour triomphe
- Titre alternatif : Un drame à Hollywood
- Réalisation : Monty Banks
- Scénario : E. Bard, John Paddy Carstairs, Alan Hyman, Lee Loeb, Miles Malleson, Fred Thompson
- Photographie : Geoffrey Faithfull
- Producteur : Howard Welsch
- Pays d'origine : Royaume-Uni
- Langue : Anglais
- Format : Noir et blanc — 35 mm — 1,37:1 — Son : Mono
- Genre : Comédie
- Durée : 74 minutes (1 h 14)
- Dates de sortie : 
  -  Royaume-Uni : 4 septembre 1934 (à Londres)
  -  États-Unis : 4 février 1935
  -  France : 12 mars 1937

## Distribution
- Charles Farrell : Howard Elliott
- Mary Lawson : Ann Brent
- Gregory Ratoff : Oscar Marks
- H.F. Maltby : Cummins
- Diana Napier : Gertie
- Cathleen Nesbitt : La mère
- Patrick Aherne : Dick Turner
- Margot Grahame : June Desmond
- Sally Stewart : Winnie
- Monty Banks : Le réalisateur
- Marion Harris : La chanteuse au bar
- Pat Fitzpatrick : Jackie
- Carroll Gibbons : Lui-même (Carroll Gibbons and his Orchestra)

Acteurs non crédités
- Miles Malleson : rôle mineur